# Sartai
Il lago Sartai è il quarto specchio d’acqua più grande della Lituania sito nel nord-est del Paese. Si estende nella regione etnografica  dell’Aukštaitija: a livello amministrativo, l’area rientra nel comune distrettuale di Rokiškis e nel comune distrettuale di Zarasai.
Il lago Sartai costituisce un autonomo parco regionale (Sartų regioninis parkas) con tanto di logo ufficiale.

## Nome

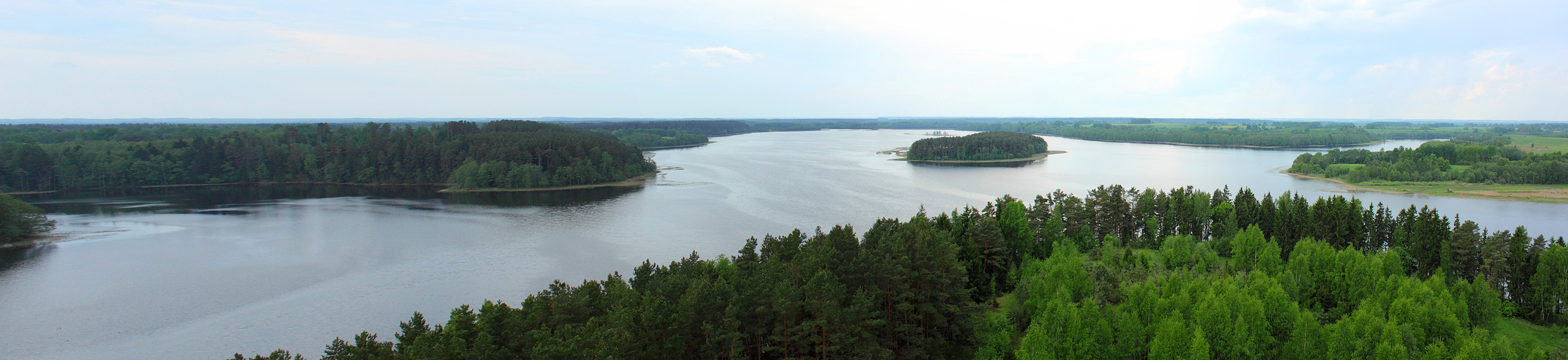
Lago Sartai visto da nord

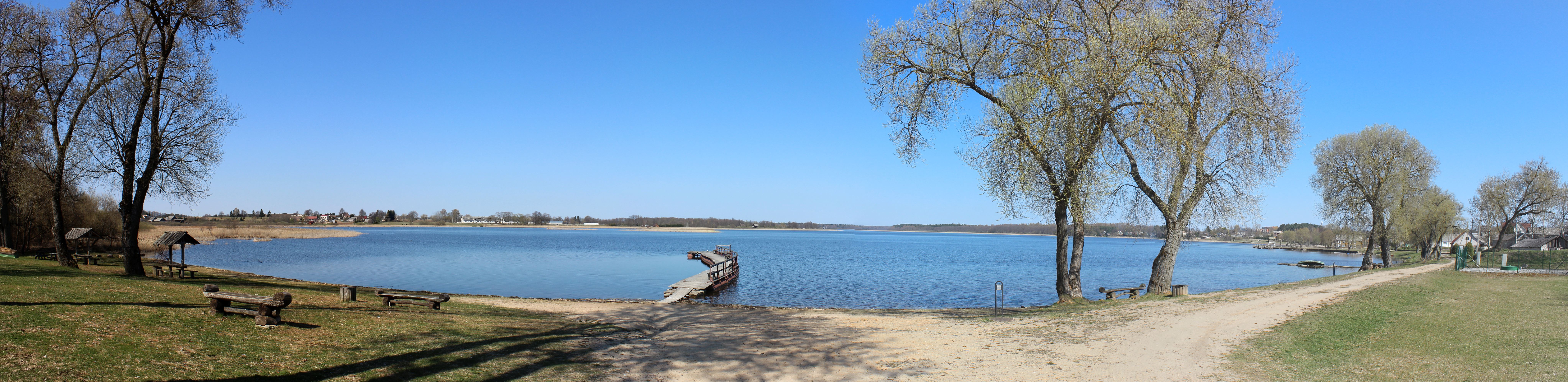
Panorama del lago Sartai presso Dusetos

Si crede che il nome derivi dal termine sartas (pianto o baia luminosa).

## Descrizione
Il lago è di forma irregolare: si estende per larghezza di 14,8 km. Dalla parte orientale del lago si estendono due rami, tre invece nascono ad ovest (uno di essi si chiama Audrakampis). Il lago è di origine glaciale, costituito da 6 raggi intersecanti, il più profondo dei quali è a settentrione (profondità massima di 21,9 m). La profondità media del Sartai varia tra 4 e 6 m. Sartai è il lago con la costa più lunga della Lituania (79 km, 82,5 km incluse le isole). La costa è molto tortuosa, le spiagge sono basse e sabbiose: sono alte solo a nord. Il fondale è fangoso solo vicino alla foce degli affluenti. Attorno al lago ci sono foreste: a nord e a sud prati d’erba. È stato costruito un faro di osservazione del lago Sartai a settentrione.

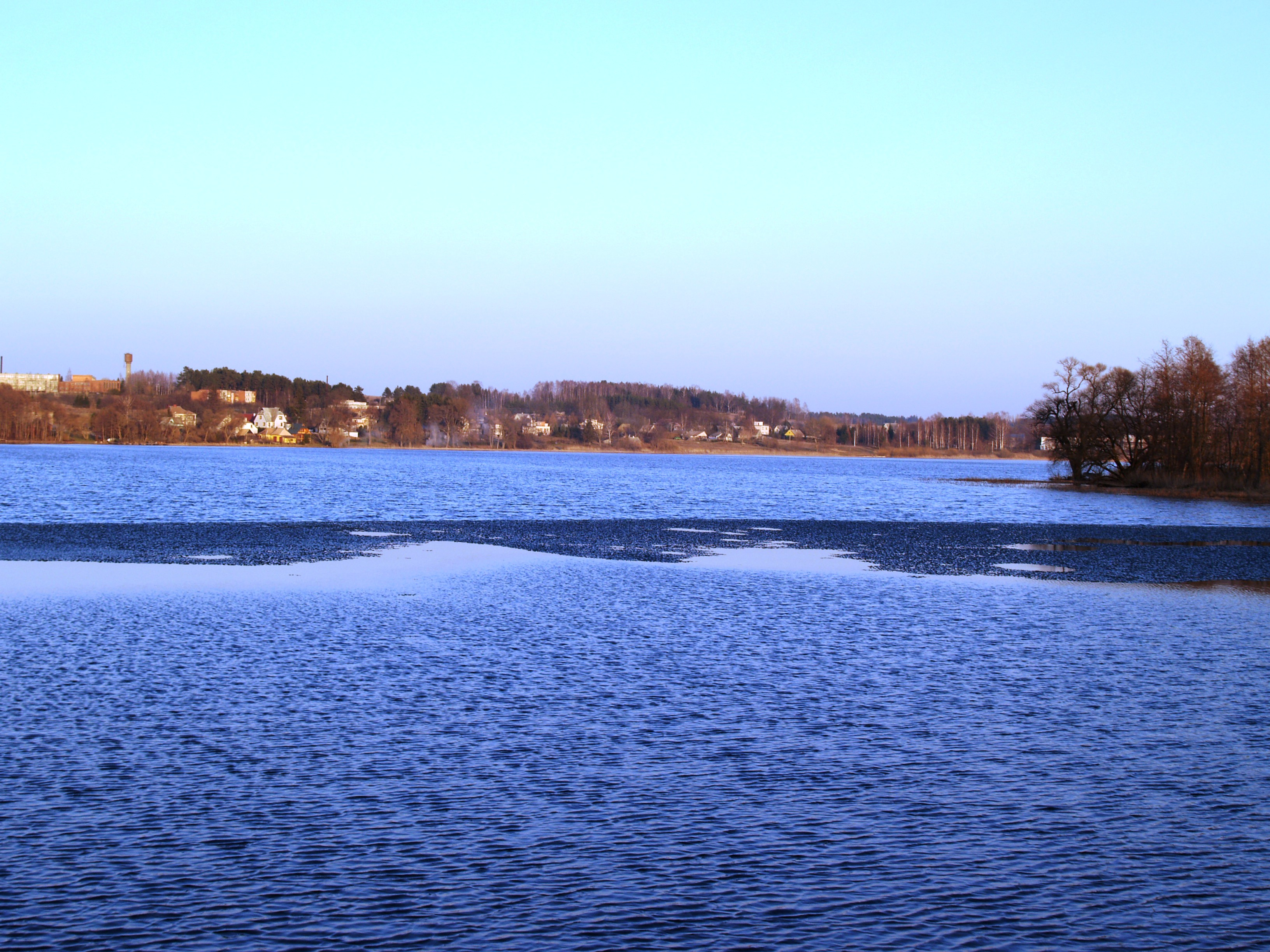
Sartai vicino a Duset

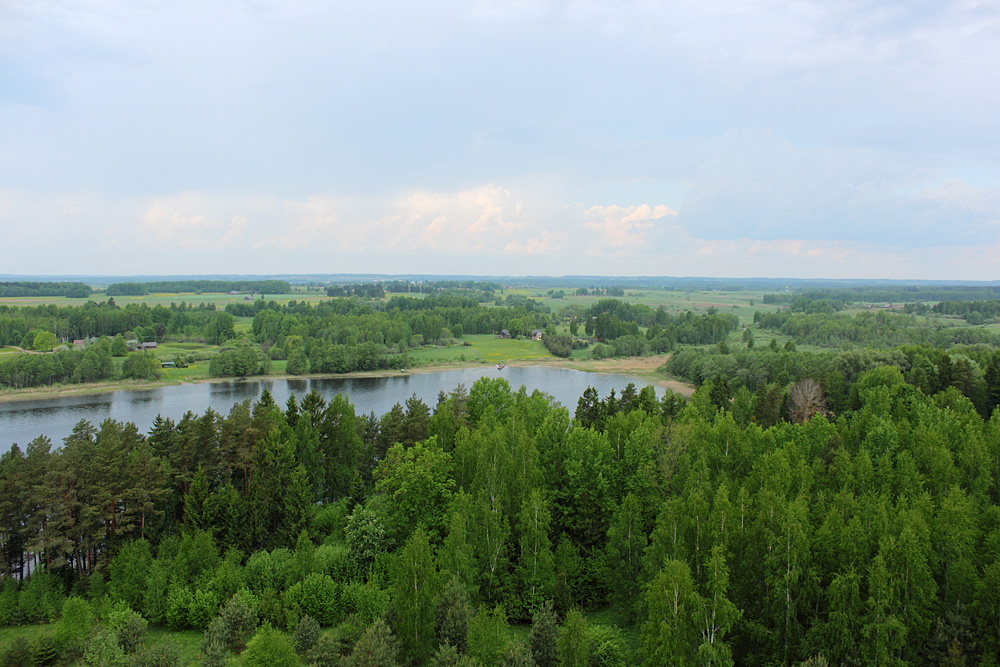
Una delle baie del lago

Ci sono 8 isole nel lago, la più grande dei quali (6,17 ettari) chiamata "Didžiąja" (grande in lituano) o Sartai. La seconda più grande è l'isola Dumblyn (4,9 ettari), abitata anche in tempi antichi. L'isola di Dumblyne è stata abitata in varie epoche: dalla fine del Neolitico (inizio dell'età del Bronzo) ad insediamenti della prima metà del I millennio. È stato ritrovato un tesoro in tal luogo dalla popolazione locale risalente ai secoli X-XII. La superficie totale di tutte le isole è di 13,23 ettari.

## Bacino
Il fiume Šventoji attraversa il lago Sartai, per poi riuscire e proseguire il suo cammino fino al Neris: confluiscono nel lago anche altri corsi d’acqua: Audra, Kriauna, Zalvė, Serbentupis, Vasyna, Plavelė, Ūžos upelis, Cibeikė, Ilgelė, Zaduoja, Biržupys.

## Flora e fauna
Nel lago sono presenti tinche, aspi, anguille europee, cobiti fluviali, lucioperche, persici reali, alburni, idi, blicche, lucci, gardon, abramidi comuni, siluri d’Europa, cavedani, scardole, acerine, rodei e carassi, oltre ad altri pesci d'acqua dolce. 
Nell’aprile 2012, in 30 giorni sono state rilasciate 200.000 unità di giovani e adulti al fine di aumentare la popolazione ittica.

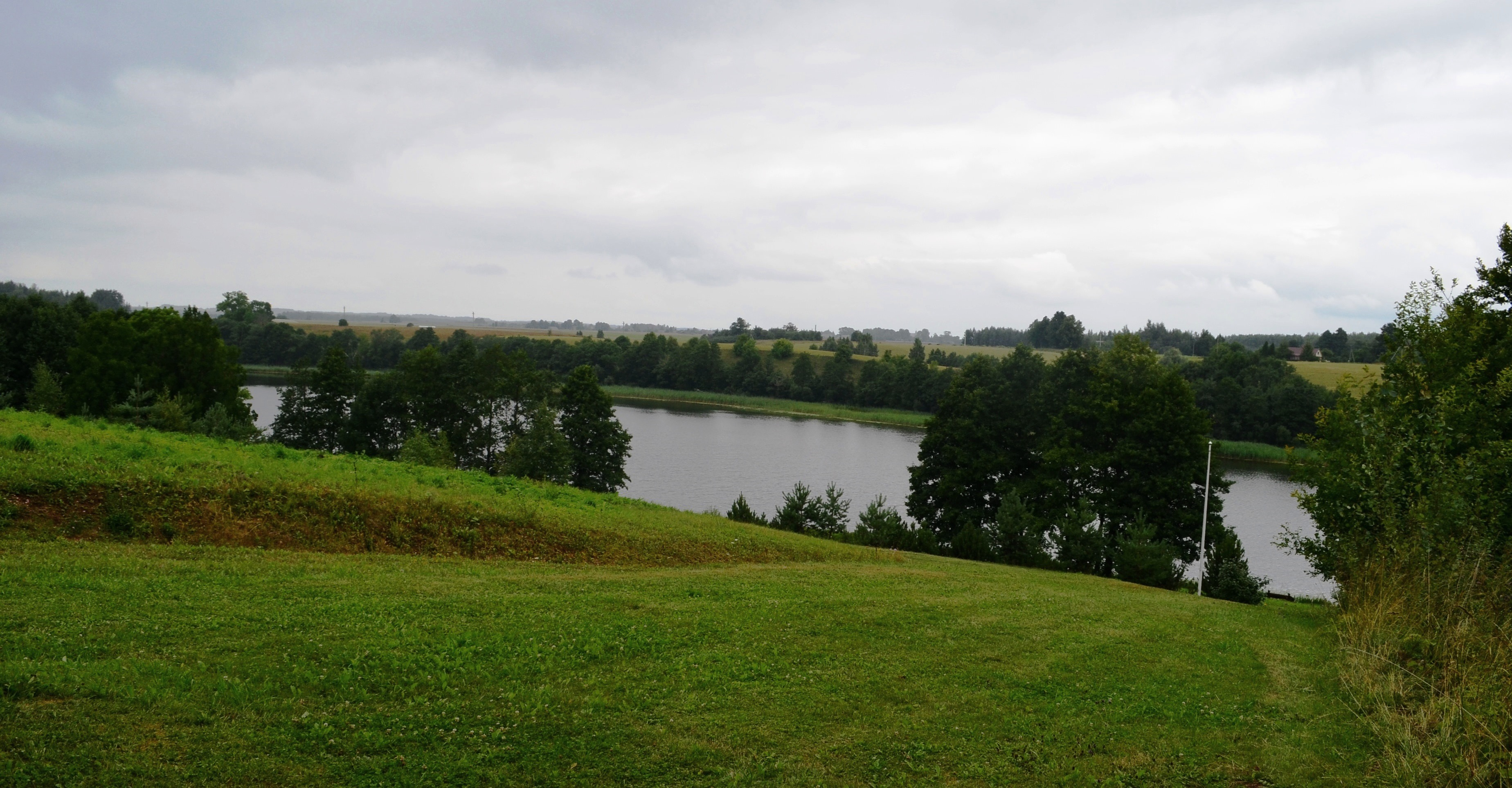
Baia di Bobriškis

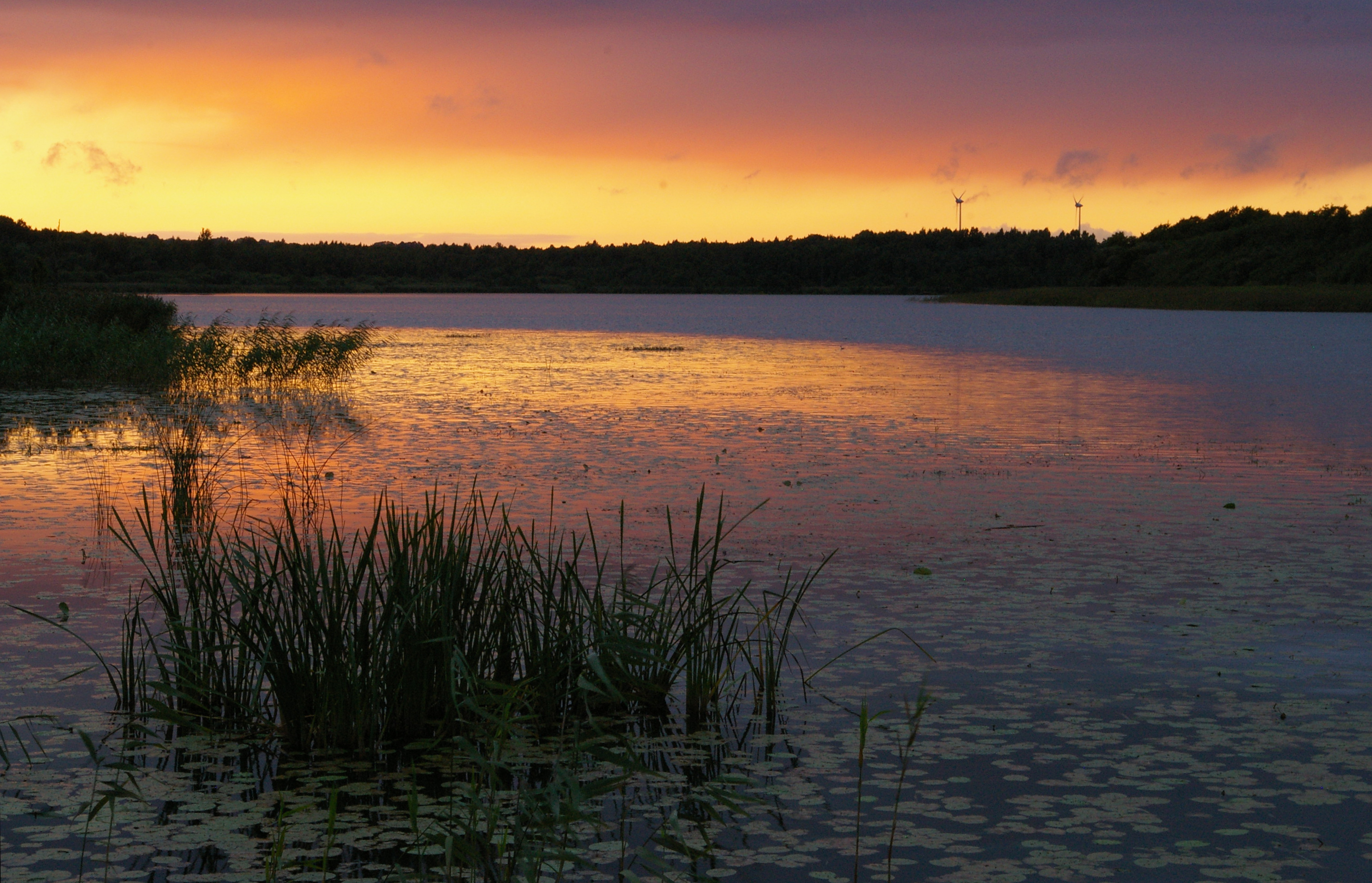

Nel lago si trovano anche pesci alieni a questo habitat perché arrivano dai fiumi come carpe argentate e carpe comuni.
La vegetazione è tipica delle zone paludose in aree ristrette e meno presente sulle coste nella maggior parte dei casi.

## Clima
Nell’area del lago Sartai è stato registrato il più alto numero in mm di pioggia caduto in una singola giornata (in 8 ore di pioggia 250 mm).

## Gare d’ippica

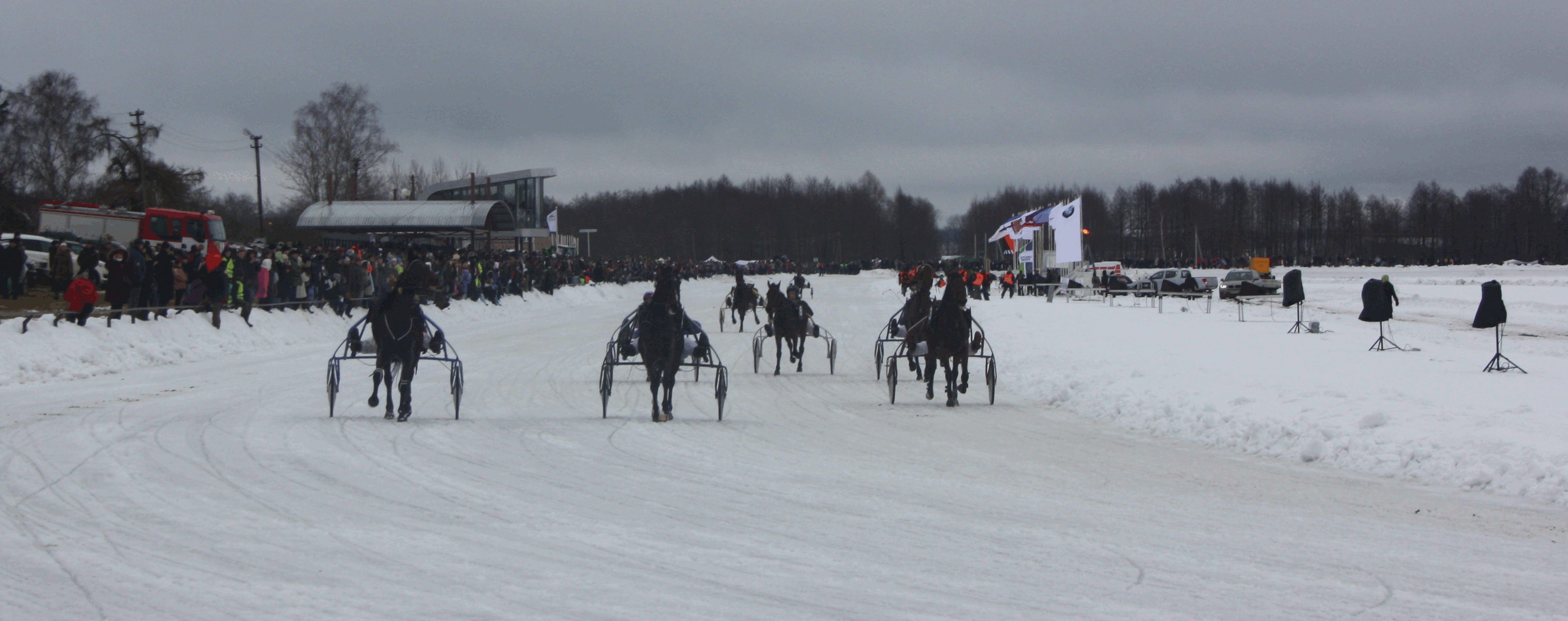
Gara in corso sul lago (2011)

Vicino a Dusetos, sul lago che d’inverno è ghiacciato, si tiene dal 1865 una popolare competizione: una corsa di cavalli. È da qualche anno però che la gara, a causa di requisiti di sicurezza, si svolge presso l'ippodromo situato sulla riva del lago Sartai.